# Łopusze (wieś)
Łopusze – wieś w Polsce położona w województwie podlaskim, w powiecie siemiatyckim, w gminie Drohiczyn.
W okresie międzywojennym miejscowość należała do województwa białostockiego, po wojnie do reaktywowanego  tzw. dużego województwa białostockiego, a w latach 1975-1998 do tzw. małego województwa białostockiego.
Wierni kościoła rzymskokatolickiego należą do parafii Narodzenia Najświętszej Maryi Panny w Ostrożanach.